# Yemmerrawanne
Yemmerrawanne (* um 1775; † 18. Mai 1794 in Eltham in London) war ein Aborigine im Clan der Wangal, der zum Aboriginestamm der Eora gehört. Gemeinsam mit Bennelong reiste er als erster Aborigine im Jahr 1792 mit dem ersten Gouverneur von New South Wales, Arthur Phillip, nach England. 

## Name
Der Name von Yemmerrawanne ist unterschiedlich in Briefen und Publikationen überliefert wie beispielsweise Imeerawanyee, Yemmerrawannie, Imerewanga, Yemmerawanya und Yemmurravonyea.

## Sträflingskolonie Australien
Über das frühe Leben von Yemmerrawanne ist wenig bekannt. Im Alter von 16 Jahren wurde er initiiert, wobei ihm im Rahmen dieses Rituals der rechte Vorderzahn ausgeschlagen wurde. Er lebte im Haus von Gouverneur Arthur Phillip, dem heutigen Old Government House in Parramatta. Dort wurde er zum Kellnern eingearbeitet und hatte europäische Kleidung zu tragen.

## England
Als Arthur Phillip am 10. Dezember 1792 auf dem Schiff Atlantic nach England ablegte, kannten Yemmerawanne und Bennelong das Ziel nicht, sondern es war ihnen gesagt worden, dass sie eine weite Reise antreten würden. Sie erreichten Falmouth in Cornwall im Mai 1793. Am 21. Mai 1793 wurden die beiden Aborigines neu eingekleidet und im Stadtteil Mayfair untergebracht. Am 24. Mai 1793 wurden sie König Georg III. vorgestellt. Anschließend zeigte man beide auf zahlreichen öffentlichen Veranstaltungen. Ferner wurden sie im Lesen und Schreiben der englischen Sprache unterrichtet.

## Ableben
Yemmerrawanne bekam das kühle und nasse Klima in London nicht; er erkrankte im September 1793 und starb im Alter von 19 Jahren an einer Lungenentzündung. Einige Zeitungen in London, darunter die Morning Post, berichteten über seinen Tod. In der Vergangenheit versuchte man mehrmals vergeblich, seine sterblichen Überreste zu bergen. Sie sollten nach Australien zurücktransportiert werden. Dieses Vorhaben scheiterte, obwohl sein Grabstein vorhanden ist. Allerdings befinden sich dort keinerlei Gebeine.